# Euquites
Los euquites o mesalianos fueron una secta cristiana, mencionados por primera vez hacia 370 d. C. por Efrén de Siria, Epifanio de Salamina y Jerónimo de Estridón, y  condenada como herética por primera vez en un sínodo realizado en 383 d. C. en Side, en la provincia romana de Panfilia, y cuya acta fue citada por Focio. El nombre "mesalianos" viene del siríaco ܡܨܠܝܢܐ, mṣallyānā, que significa "aquel que reza". La traducción al griego, εὐχίτης, euchitēs, significa lo mismo.

## Historia
Originalmente instalados en Mesopotamia, el grupo se fue extendiendo hacia Asia menor y la Tracia. La secta continuó existiendo por muchos siglos, influenciando a los bogomilos de Bulgaria, cuyo nombre parece ser una traducción de "mesalianos", y a partir de ellos a la Iglesia de Bosnia, el movimiento patariano y los cátaros.
Hacia el siglo XII d. C., la secta ya había llegado a Bohemia y Alemania y, por una resolución del concilio de Trier (1231 d. C.), fue nuevamente condenada como herética.

## Doctrina
La condenación de la secta por Juan Damasceno y por Timoteo de Constantinopla expresó la visión de que la secta abrazaba una especie de materialismo místico. Entre las creencias de la secta se encontrarían:
1. La substancia (ousia) de la Trinidad puede ser percibida por los cinco sentidos.
2. El Dios triple se transforma en una única hipóstasis (existencia) para poderse unir con las almas de los perfectos.
3. Dios toma diferentes formas para poder revelarse a los sentidos.
4. Solo estas revelaciones de Dios por los sentidos confieren la perfección a los cristianos.
5. El pecado es combatido solo por la oración y no por la iglesia, ni por el bautismo ni por ninguno de los sacramentos, que no tendrían efecto sobre las pasiones y la influencia del mal sobre el alma. De ahí el nombre de la secta, "Aquellos que rezan".

Los mesalianos enseñaban que una vez que la persona había experimentado la substancia de Dios, quedaba liberada de las obligaciones morales y de la disciplina eclesiástica.: p. 16 - 27  Tenían también maestros de ambos sexos, los perfecti, que eran honrados como superiores a los clérigos.
La secta fue mencionada en las obras de Focio y de los patriarcas de Constantinopla Ático (406 - 425 d. C.), Sisínio (426 - 427 d. C.) y Teodoro de Antioquía.: p. 20-23  Como era común en la época, sus detractores los acusaban de incesto y canibalismo, entre otros (en Armenia, su nombre pasó a significar "inmundicia"), aunque actualmente se considera que las acusaciones eran exageradas.